# Tryckt skrift
Tryckt skrift är term som används i tryckfrihetsförordningen (TF). Definitionen av tryckt skrift är att skriften framställts genom tryckpress. Vad som  omfattas är därmed bl.a. tidningar och böcker. Att det rör sig om tryckt skrift är en förutsättning för att grundlagsskydd enligt TF ska gälla.
Därtill uppställs en möjlighet att skrifter som har framställs genom stencilering, fotokopiering eller ett liknande tekniskt förfarande (t.ex. i en skrivare eller kopiator) kan omfattas, förutsatt att utgivningsbevis finns eller att skriften är försedd med mångfaldigandeuppgifter. Även sådana skrifter kan alltså betecknas som tryckt skrift i TF:s mening.
Tryckt skrift ska, för att anses som sådan, vara utgiven. En skrift anses utgiven då den blivit utlämnad till försäljning eller för spridning på annat sätt i Sverige.
I fråga om skrift som trycks utom riket och som utges här men som inte huvudsakligen är avsedd för spridning inom riket och för vilken inte heller utgivningsbevis finns, gäller inte TF, men däremot gäller vissa bestämmelser, bl.a. om meddelarfrihet.

## Fotnoter
1. ↑  https://lagen.nu/1949:105#K1P5
2. ↑  https://lagen.nu/1949:105#K1P6